# Landnámabók
Le Landnámabók (littéralement : « le Livre de la Colonisation » — parfois abrégé Landnáma) est un manuscrit décrivant de manière très détaillée la découverte et la colonisation (en islandais : landnám) de l'Islande par les Scandinaves aux IXe et Xe siècles.

## Résumé
Le Landnámabók est une description de la découverte et de la colonisation de l'Islande. Le livre consiste en un important travail généalogique, catalogue des 435 colons (landnámsmenn) originels de l'île, arrivés entre 874 et 930,. Il se compose de 399 chapitres.
Le livre détaille l'histoire des colons majoritairement norvégiens, donne le nom de leurs épouses et de leurs enfants. Leur lieu d'habitation est indiqué très précisément. Plus de 3 000 personnes et 1 400 colonies sont nommément citées.
À plusieurs occasions, les listes de noms sont agrémentées d'anecdotes de mariages, de querelles, ou par de brèves descriptions des personnages.
Le livre est organisé selon la géographie de l'île : il commence par le quart ouest (fin au chapitre 169), puis, après un chapitre sur « les grands colons », il traite du quart nord (chapitres 171 à 262), puis du quart est (chapitres 263 à 335), et enfin du quart sud (chapitres 336 à 397), les deux derniers chapitres (398 et 399) sont consacrés respectivement aux principaux chefs et aux colons chrétiens.

## Histoire

### Original
La version originale du Landnámabók, établie au XIIe siècle, n'est pas parvenue jusqu'à nous. Son existence est attestée par Haukr Erlendsson qui a établi sa propre édition du texte au début du XIVe siècle (le Hauksbók). Ari Þorgilsson, l'auteur de l'Íslendingabók, est probablement l'auteur au moins partiellement du Landnámabók, un certain Kolskegg le Sage (Kolskeggr Ásbjarnarsson) est également cité par Haukr.
Certaines versions indiquent que Kolskegg était responsable de l'enregistrement des colons, de Húsavík dans le nord-est jusqu'au Sólheimasand. Le reste du travail original est vraisemblablement d'Ari, bien qu'il ait dû faire appel à beaucoup de collaborateurs. La date de composition est inconnue mais se situe vraisemblablement entre vers 1097 et l'adoption du système d'impôt, et vers 1125, lorsqu'Ari écrit l'Íslendingabók.

### Transmission

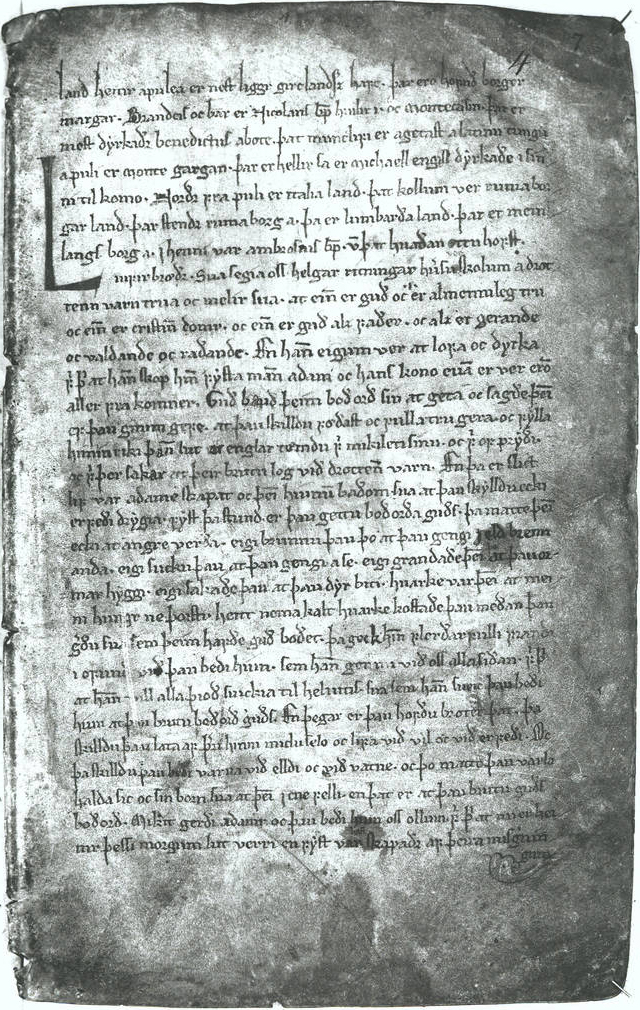
Page du Hauksbók.

Trois manuscrits médiévaux du Landnámabók sont parvenus jusqu'à nous :
- La plus vieille version, le Sturlubók de Sturla Thórðarson a probablement été écrite entre 1275 et 1280 et est la seule version complète[réf. nécessaire][A 4].
- La deuxième version, le Hauksbók de Haukr Erlendsson a été écrite entre 1306 et 1308, mais n'est pas complète[réf. nécessaire][A 4].
- La troisième version, le Melabók date du début du XIVe siècle et est probablement l'œuvre de Snorri Markússon[A 4]. Cette version n'est que très fragmentaire (il n'en reste que deux feuilles)[A 4].

Par ailleurs, deux autres ouvrages de l'époque moderne contiennent également des versions du Landnámabók :
- Le Skarðsárbók de Björn Jónsson, datant au plus tard de 1636, qui s'inspire à la fois du Sturlubók et du Hauksbók pour son texte[A 4].
- Le Þórðarbók de Þórður Jónsson d'Hítardalur, datant du XVIIe siècle, basé sur le Skarðsárbók et des parties du Melabók, alors en meilleur état qu'aujourd'hui[A 4].

Cependant ces cinq versions ont des antécédents. Ainsi, à la fin du Hauksbók, Haukr Erlendsson indique :
« Maintenant que l'histoire des colons de l'Islande est achevée, selon ce que les sages ont écrit, les premiers étant le prêtre Ari Þorgilsson le Savant et Kolskegg le Sage. Mais moi, Haukr Erlendsson, écrit ce livre suivant celui écrit par Sturla l'homme de loi, un homme très savant, et aussi un autre livre, écrit par Styrmir le Savant »
— Haukr Erlendsson, Hausbók
Ainsi, le Sturlubók est précédé de deux versions : l'original d'Ari et Kolskegg, et celui de Styrmir Kárason, mort en 1245.
Jón Jóhannesson, après une étude du Landnámabók, est arrivé à un tel arbre de parenté entre les différents manuscrits, qui est universellement accepté par les universitaires :
|                        |                        | Landnámabók d'Ari (début du XIIe siècle) |                        |                         |                        |  |  |                          |                          |                          |                          |                          |                          |  |  |  |  |  |  |  |  |  |  |
|                        |                        |                                          |                        |                         |                        |  |  |                          |                          |                          |                          |                          |                          |  |  |  |  |  |  |  |  |  |  |
|                        |                        | Styrmisbók (v. 1220)                     |                        |                         |                        |  |  |                          |                          |                          |                          |                          |                          |  |  |  |  |  |  |  |  |  |  |
|                        |                        |                                          |                        |                         |                        |  |  |                          |                          |                          |                          |                          |                          |  |  |  |  |  |  |  |  |  |  |
|                        |                        |                                          |                        |                         |                        |  |  |                          |                          |                          |                          |                          |                          |  |  |  |  |  |  |  |  |  |  |
| Melabók (v. 1300-1310) | Melabók (v. 1300-1310) | Melabók (v. 1300-1310)                   | Melabók (v. 1300-1310) | Melabók (v. 1300-1310)  | Melabók (v. 1300-1310) |  |  | Sturlubók (v. 1275-1280) | Sturlubók (v. 1275-1280) | Sturlubók (v. 1275-1280) | Sturlubók (v. 1275-1280) | Sturlubók (v. 1275-1280) | Sturlubók (v. 1275-1280) |  |  |  |  |  |  |  |  |  |  |
| Melabók (v. 1300-1310) | Melabók (v. 1300-1310) | Melabók (v. 1300-1310)                   | Melabók (v. 1300-1310) | Melabók (v. 1300-1310)  | Melabók (v. 1300-1310) |  |  | Sturlubók (v. 1275-1280) | Sturlubók (v. 1275-1280) | Sturlubók (v. 1275-1280) | Sturlubók (v. 1275-1280) | Sturlubók (v. 1275-1280) | Sturlubók (v. 1275-1280) |  |  |  |  |  |  |  |  |  |  |
|                        |                        |                                          |                        | Hauksbók (v. 1306-1308) |                        |  |  |                          |                          |                          |                          |                          |                          |  |  |  |  |  |  |  |  |  |  |
|                        |                        |                                          |                        |                         |                        |  |  |                          |                          |                          |                          |                          |                          |  |  |  |  |  |  |  |  |  |  |
|                        |                        |                                          |                        |                         |                        |  |  |                          |                          |                          |                          |                          |                          |  |  |  |  |  |  |  |  |  |  |
|                        |                        |                                          |                        |                         |                        |  |  | Skarðsárbók (avant 1636) |                          |                          |                          |                          |                          |  |  |  |  |  |  |  |  |  |  |
|                        |                        |                                          |                        |                         |                        |  |  |                          |                          |                          |                          |                          |                          |  |  |  |  |  |  |  |  |  |  |
|                        |                        |                                          |                        |                         |                        |  |  |                          |                          |                          |                          |                          |                          |  |  |  |  |  |  |  |  |  |  |
|                        |                        | Þórðarbók (avant 1670)                   |                        |                         |                        |  |  |                          |                          |                          |                          |                          |                          |  |  |  |  |  |  |  |  |  |  |
|                        |                        |                                          |                        |                         |                        |  |  |                          |                          |                          |                          |                          |                          |  |  |  |  |  |  |  |  |  |  |

La reconstitution du texte original est difficile car Styrmir s'est également basé sur d'autres sources. Les versions conservées aujourd'hui elles aussi ont complété le Styrmisbók par des informations issues de sources écrites ou orales. Le texte le plus fidèle au Styrmisbók est le Melabók, car Sturla et Hauk se sont basés sur d'autres sources, notamment les sagas. Comme le Melabók est très fragmentaire, l'étude du Þórðarbók qui en est en partie dérivé n'en est que plus importante.

## Réception

### Place dans la recherche historique
Ce livre demeure une source inestimable de renseignements sur l'histoire et la généalogie des Islandais.[réf. nécessaire]
Quelles que soient les intentions des auteurs, le Landnámabók constitue un témoignage d'un fort intérêt pour l'histoire du pays et le désir de la préserver et de la transmettre à la postérité sous forme écrite.

#### Fiabilité
Le Landnámabók ayant été écrit plus de 200 ans après les faits relatés, sa véracité historique est contestée,. Certains spécialistes vont même jusqu'à qualifier le Landnámabók de fiction, et il est parfois considéré comme ayant été commandité par les chefs médiévaux de l'Islande pour légitimer leur pouvoir à partir de faits historiques, plutôt que d'être une tentative de description historique de la colonisation. De plus, le Livre de la colonisation traite essentiellement des hommes libres (fermiers, chefs), sans s'attarder sur les personnes qui les accompagnent (épouses et esclaves), ces derniers étant majoritairement d'origine celtique et non nordique.

#### Étude comparative
Le Landnámabók et la Kristni saga offrent la possibilité d'une comparaison directe avec l'Íslendingabók, respectivement sur la colonisation de l'Islande et la christianisation et les premiers temps du développement de l'Église. Depuis le début de l'étude des sagas, les trois ouvrages ont été mis en relation — l'une des premières théories sur leur origine était que les deux premiers avaient été composés à partir de la première version de l'Íslendingabók, le contenu laissé de côté pour l'un servant à réaliser l'autre.